# Randy Matson
James Randel (Randy) Matson (Kilgore, 5 maart 1945) is een voormalige Amerikaans atleet, die gespecialiseerd was in het kogelstoten. In de jaren zestig was hij succesvol op dit onderdeel. Hij werd olympisch kampioen, meervoudig Amerikaanse kampioen en verbeterde viermaal het wereldrecord in deze discipline.

## Biografie
Matson wordt gezien als een van de grootste kogelstoters in de sporthistorie, omdat hij vanaf het moment dat hij het wereldrecord voor de eerste maal verbeterde, die grens in twee jaar tijd met ruim een meter verlegde: van 20,70 meter in 1965 tot 21,78 in 1967. 
Zijn eerste succes behaalde Matson op 17-jarige leeftijd in Austin, waar hij als vertegenwoordiger van de Pampa High School zowel het discuswerpen als het kogelstoten won. Aan het begin van zijn atletiekcarrière was hij 2,03 m groot en 117 kg zwaar. Hier kwam na verloop van tijd nog 30 kg bij. In totaal wierp hij twaalfmaal verder dan 21 meter en vijfentwintigmaal verder dan 20 meter. Zijn beste serie behaalde hij in 1970 in Berkeley met: 21,18 – 20,75 – 21,25 – 21,75 – 20,94 – 20,97.
Op de Olympische Spelen van 1964 in Tokio won Matson een zilveren medaille bij het kogelstoten. Met een beste poging van 20,20 eindigde hij achter zijn landgenoot Dallas Long (goud; 20,33) en voor de Hongaarse Vilmos Varjú (brons; 19,39). Vier jaar later veroverde hij een gouden medaille op de Olympische Spelen van Mexico-Stad. Met een olympisch record van 20,54 bleef hij zijn landgenoot George Woods (zilver; 20,12) voor. Het brons ging naar de Rus Eduard Gushchin met 20,09 meter. 
In 1967 kreeg hij voor zijn sportieve prestaties de James E. Sullivan Award uitgereikt.
Matson behoorde ook tot de beste discuswerpers ter wereld. Zijn in 1967 geleverde beste prestatie van 65,16 op dit onderdeel was slechts 6 centimeter verwijderd van het toenmalige wereldrecord. In 1968 werd er dan ook enige tijd verondersteld, dat hij op de Spelen in Mexico zou proberen kampioen te worden op zowel het kogelstoten als het discuswerpen, een prestatie die eerder op de Olympische Spelen van 1924 was geleverd door zijn landgenoot Bud Houser. In Mexico-stad beperkte Matson zich echter tot het kogelstoten.
Na twee Olympische Spelen werd hij in 1972 vierde bij de Amerikaanse olympische selectiewedstrijden en kon zich zodoende niet kwalificeren voor een derde olympische deelname.
Randy Matson heeft vijf broers die allen boven de 1,90 meter groot zijn. Zijn vader was in de olieindustrie werkzaam. Hij is getrouwd en vader van drie kinderen.

## Persoonlijke records
Outdoor
| Onderdeel    | Afstand         | Datum         | Plaats          |
| ------------ | --------------- | ------------- | --------------- |
| kogelstoten  | 21,78 m (ex-WR) | 22 april 1967 | College Station |
| discuswerpen | 65,16 m         | 8 april 1967  | College Station |

Indoor
| Onderdeel   | Afstand | Datum       | Plaats  |
| ----------- | ------- | ----------- | ------- |
| kogelstoten | 21,37 m | 10 mei 1974 | Atlanta |

## Titels
- Olympisch kampioen kogelstoten - 1968
- Pan-Amerikaanse Spelen kampioen kogelstoten - 1967
- Universitair kampioen kogelstoten - 1965
- Amerikaans kampioen kogelstoten - 1964, 1966, 1967, 1968, 1970, 1972
- NCAA-kampioen kogelstoten - 1966, 1967
- NCAA-kampioen discuswerpen - 1966, 1967
- NCAA-indoorkampioen kogelstoten - 1965

## Wereldrecords
| Afstand | Datum         | Plaats          |
| ------- | ------------- | --------------- |
| 21,78 m | 22 april 1967 | College Station |
| 21,52 m | 8 mei 1965    | College Station |
| 21,05 m | 30 april 1965 | Austin          |
| 20,70 m | 9 april 1965  | College Station |

## Palmares

### kogelstoten
- 1964:  Amerikaanse kamp. 19,78 m
- 1964:  OS - 20,20 m
- 1965:  Universiade - 20,31 m
- 1966:  Amerikaanse kamp. 19,56 m
- 1967:  Amerikaanse kamp. 20,39 m
- 1967:  Pan-Amerikaanse Spelen - 19,83 m
- 1968:  Amerikaanse kamp. 20,55 m
- 1968:  OS - 20,54 m
- 1970:  Amerikaanse kamp. 20,68 m
- 1972:  Amerikaanse kamp. 21,19 m

## Onderscheidingen
- James E. Sullivan Award - 1967
- Track & Field News: atleet van het jaar - 1970

1896: Bob Garrett ·
1900: Richard Sheldon ·
1904: Ralph Rose ·
1906: Martin Sheridan ·
1908: Ralph Rose ·
1912: Pat McDonald ·
1920: Ville Pörhölä ·
1924: Bud Houser ·
1928: John Kuck ·
1932: Leo Sexton ·
1936: Hans Woellke ·
1948: Wilbur Thompson ·
1952: Parry O'Brien ·
1956: Parry O'Brien ·
1960: Bill Nieder ·
1964: Dallas Long ·
1968: Randy Matson ·
1972: Władysław Komar ·
1976: Udo Beyer ·
1980: Vladimir Kiseljov ·
1984: Alessandro Andrei ·
1988: Ulf Timmermann ·
1992: Mike Stulce ·
1996: Randy Barnes ·
2000: Arsi Harju ·
2004: Adam Nelson ·
2008: Tomasz Majewski ·
2012: Tomasz Majewski ·
2016: Ryan Crouser ·
2020: Ryan Crouser ·
2024: Ryan Crouser